# Pulitzer-Preis 1926
Der Pulitzer-Preis 1926 war die zehnte Verleihung des renommierten US-amerikanischen Literaturpreises. Es wurden Preise in neun Kategorien im Bereich Journalismus und dem Bereich Literatur, Theater und Musik vergeben.
Die Jury bestand aus 11 Personen, unter anderem dem Präsidenten der Columbia-Universität Nicholas Murray Butler und Ralph Pulitzer, Sohn des Pulitzer-Preis-Stifters und Herausgeber der New York World.
Sinclair Lewis, der in der Kategorie Roman ausgezeichnet werden sollte, lehnte die Auszeichnung ab, da er der Meinung war, dass einzelne Werke nicht über andere Werke gestellt werden sollten. Lewis war die erste Person, die einen Pulitzer-Preis ablehnte.

## Preisträger
| Kategorie                                     | Preisträger                                      | Begründung |
| --------------------------------------------- | ------------------------------------------------ | --- |
| Dienst an der Öffentlichkeit (Public Service) | Columbus Enquirer Sun                            | Preis verliehen für den Kampf gegen den Ku-Klux-Klan, gegen Gesetze die die Evolutionstheorie verbieten wollen und gegen Rassenungerechtigkeit. |
| Berichterstattung (Reporting)                 | William Burke Miller, Louisville Courier-Journal | Preis verliehen für seine Berichterstattung über die Rettungsaktion von Floyd Collins.                                                          |
| Leitartikel (Editorial Writing)               | Edward M. Kingsbury, The New York Times          | Preis verliehen für den Artikel House of a Hundred Sorrows.                                                                                     |
| Karikatur (Editorial Cartooning)              | D. R. Fitzpatrick of St. Louis Post-Dispatch     | Preis verliehen für The Laws of Moses and the Laws of Today.                                                                                    |

| Kategorie                                                   | Preisträger                                                                                               |
| ----------------------------------------------------------- | --- |
| Roman (Novel)                                               | Arrowsmith von Sinclair Lewis                                                                             |
| Theater (Drama)                                             | Craig's Wife von George Kelly                                                                             |
| Geschichte (History)                                        | A History of the United States, Vol. VI: The War for Southern Independence, 1849-1865 von Edward Channing |
| Biographie oder Autobiographie (Biography or Autobiography) | The Life of Sir William Osler von Harvey Cushing                                                          |
| Dichtung (Poetry)                                           | What's O'Clock von Amy Lowell                                                                             |